# Claire Beck Loos

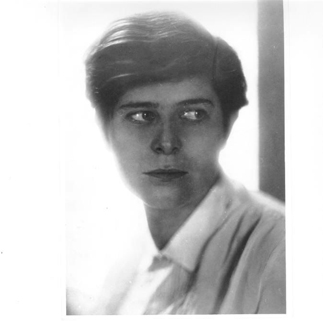
Autoritratto di Claire Beck Loos, fine anni '20

Claire Beck Loos, nata Claire Beck (Plzeň, 4 novembre 1904 – Riga, 19 gennaio 1942), è stata una fotografa e scrittrice cecoslovacca.

## Biografia
Figlia dell'industriale Otto e di Olga Feigl, aveva due fratelli e sorelle e viveva in un appartamento arredatto dall'architetto modernista austro-ungarico Adolf Loos (1870-1933). Loos invitò la famiglia Beck ad uno spettacolo teatrale a Vienna nel 1928 dove si esibiva Joséphine Baker. Poco dopo Claire, di 35 anni più giovane, acconsentì a fidanzarsi nonostante egli provenisse da due divorzi e da una vita molto travagliata, sebbene geniale, oltreché da una sordità ormai quasi conclamata. Inoltre, non essendo Loos non ebreo la comunità ebraica rifiutò di sposarli con quel rito e anche i parenti di lei furono in molti ad opporsi. Si sposarono ugualmente nel luglio del 1929.
Divorziarono nel 1932 anche se ormai erano separati da circa un anno. Loss morì l'anno seguente. Nel 1936 Claire scrisse Adolf Loos Privat, un'opera  di aneddoti sul carattere e le abitudini dell'architetto, frasi e foto di famiglia, pubblicata da una casa editrice viennese, con lo scopo di raccogliere soldi per la tomba dell'ex marito, morto in povertà tre anni prima.
Claire e sua madre dovettero lasciare Pilsen all'inizio della seconda guerra mondiale a causa dell'invasione nazista della Cecoslovacchia, trasferendosi a Praga per vivere con la sua amica e fotografa Hede Pollak e con il dottor Max Thun-Hohenstein. Successivamente furono deportate nel campo di concentramento di Theresienstadt. Claire fu trasferita in Lettonia, a Riga e all'arrivo fu fucilata o gassata nel 1942. Non sappiamo se anche la madre subì la stessa sorte o se morì già nel campo di Theresienstadt.